# Connexion de Levi-Civita
Pour les articles homonymes, voir Levi et Civita (homonymie).
En géométrie riemannienne, la connexion de Levi-Civita est une connexion de Koszul naturellement définie sur toute variété riemannienne ou par extension sur toute variété pseudo-riemannienne. Ses propriétés caractérisent la variété riemannienne. Notamment, les géodésiques, courbes minimisant localement la distance riemannienne, sont exactement les courbes pour lesquelles le vecteur vitesse est parallèle. De plus, la courbure de la variété se définit à partir de cette connexion ; des conditions sur la courbure imposent des contraintes topologiques sur la variété.
La connexion de Levi-Civita est appelée en référence au mathématicien italien Tullio Levi-Civita (1873 - 1941) qui a introduit les concepts de transport parallèle pour les besoins de la relativité générale.

## L'exemple des surfaces paramétrées
La considération des surfaces paramétrées permet de comprendre le cheminement qui conduit à la définition de la connexion de Levi-Civita. Soient une surface paramétrée {\displaystyle (u,v)\mapsto M(u,v)} plongée dans l'espace de dimension 3, et {\displaystyle X} et {\displaystyle Y} deux champs de vecteurs tangents à cette surface. Le plan tangent admet pour base locale les vecteurs {\displaystyle e_{u}={\frac {\partial M}{\partial u}}} et {\displaystyle e_{v}={\frac {\partial M}{\partial v}}}. Notons {\displaystyle X_{u}} et {\displaystyle X_{v}} les composantes de {\displaystyle X} dans cette base, et de même pour {\displaystyle Y}.
On souhaite décrire l'évolution du champ {\displaystyle Y} lorsqu'on suit une ligne de champ de {\displaystyle X}, et en particulier définir une dérivation de {\displaystyle Y} dans la direction {\displaystyle X}. Plaçons-nous pour cela en un point {\displaystyle M} de la surface, et considérons un déplacement {\displaystyle t\mapsto M+tX(M)}. Ce point n'appartient pas nécessairement à la surface, aussi projetons-le orthogonalement en un point {\displaystyle N} de la surface. On peut penser à définir la dérivée de {\displaystyle Y} dans la direction {\displaystyle X} au point {\displaystyle M} comme étant égal à {\displaystyle \lim _{t\to 0}{\frac {Y(N)-Y(M)}{t}}}. Mais l'expression de cette limite comporte deux parties. La première, égale à {\displaystyle \left(X_{u}{\frac {\partial Y_{u}}{\partial u}}+X_{v}{\frac {\partial Y_{u}}{\partial v}}\right)e_{u}+\left(X_{u}{\frac {\partial Y_{v}}{\partial u}}+X_{v}{\frac {\partial Y_{v}}{\partial v}}\right)e_{v}}, est une combinaison linéaire des deux vecteurs de la base locale du plan tangent à la surface au point {\displaystyle M}. L'autre est une forme bilinéaire symétrique de {\displaystyle X} et de {\displaystyle Y} qui fait intervenir les dérivées secondes de la fonction {\displaystyle M}. Notons-la {\displaystyle \mathrm {d} M^{2}(X,Y)}. Pour obtenir une limite qui soit élément du plan tangent, on projette orthogonalement cette deuxième partie sur le plan tangent. On obtient alors une expression {\displaystyle \nabla _{X}Y}, somme de la première partie, et d'une forme bilinéaire symétrique de {\displaystyle X} et de {\displaystyle Y} s'exprimant à partir des coefficients de la première forme fondamentale {\displaystyle g} et de leurs dérivées. Si pour tout {\displaystyle i} et {\displaystyle j} valant {\displaystyle u} ou {\displaystyle v}, on pose {\displaystyle \nabla _{e_{i}}e_{j}=\Gamma _{ij}^{u}e_{u}+\Gamma _{ij}^{v}e_{v}}, alors :
{\displaystyle \nabla _{X}Y=\left(X_{u}{\frac {\partial Y_{u}}{\partial u}}+X_{v}{\frac {\partial Y_{u}}{\partial v}}+\sum _{ij}X_{i}Y_{j}\Gamma _{ij}^{u}\right)e_{u}+\left(X_{u}{\frac {\partial Y_{v}}{\partial u}}+X_{v}{\frac {\partial Y_{v}}{\partial v}}+\sum _{ij}X_{i}Y_{j}\Gamma _{ij}^{v}\right)e_{v}}.
Les coefficients {\displaystyle \Gamma _{ij}^{k}} s'appellent symboles de Christoffel. Par ailleurs, on peut vérifier que l'opérateur {\displaystyle \nabla } vérifie les propriétés suivantes :
- {\displaystyle \nabla _{fX}Y=f\nabla _{X}Y} pour toute fonction {\displaystyle f} ;
- {\displaystyle \nabla _{X}(fY)=df(X)Y+f\nabla _{X}Y} ;
- {\displaystyle \nabla _{X}Y-\nabla _{Y}X=[X,Y]} où [ , ] désigne le crochet de Lie ;
- {\displaystyle Z\cdot g(X,Y)=g(\nabla _{Z}X,Y)+g(X,\nabla _{Z}Y)} pour tout champ {\displaystyle X}, {\displaystyle Y}, {\displaystyle Z}.

Ce sont ces propriétés qui vont servir d'axiomes afin de définir une connexion de Levi-Civita dans le cas général d'une variété riemannienne.

## Définition axiomatique
Une métrique pseudo-riemannienne {\displaystyle g} de classe {\displaystyle C^{k}} sur une variété différentielle {\displaystyle M} est la donnée d'une famille {\displaystyle g_{x}} de formes bilinéaires symétriques non dégénérées sur les espaces tangents {\displaystyle T_{x}M}, de sorte que pour tous champs de vecteurs {\displaystyle X} et {\displaystyle Y} de classe {\displaystyle C^{k}}, la fonction {\displaystyle g(X,Y)} soit de classe {\displaystyle C^{k}}. La signature de {\displaystyle g} est localement constante sur {\displaystyle U}. La métrique {\displaystyle g} est dite riemannienne si en tout point {\displaystyle x} la forme {\displaystyle g_{x}} est (définie) positive.
Dans ce cadre il est possible d'énoncer le théorème fondamental de la géométrie riemannienne : il existe une unique connexion de Koszul {\displaystyle \nabla } sur {\displaystyle T_{x}M}, appelée connexion de Levi-Civita vérifiant les deux conditions :
1. {\displaystyle \nabla } est sans torsion : pour tous champs de vecteurs {\displaystyle X} et {\displaystyle Y},{\displaystyle \nabla _{X}Y-\nabla _{Y}X=[X,Y]} ;
2. {\displaystyle g} est parallèle : pour tous champs de vecteurs {\displaystyle X}, {\displaystyle Y} et {\displaystyle Z}, on a :

On peut suivre une démarche d'analyse-synthèse pour établir unicité puis existence. En présupposant l'existence de la connexion, des manipulations algébriques simples conduisent à la relation 
Par non dégénérescence de g, la connexion ∇ est uniquement déterminée par cette égalité. Cela prouve l'unicité sous réserve d'existence. Ce calcul présente aussi un intérêt pratique : on le retrouvera au-dessous en cherchant à exprimer la connexion dans un système de coordonnées locales. Cependant les auteurs font souvent remarquer qu'une telle expression est en réalité moins utile que les propriétés caractéristiques énoncées dans le théorème lui-même.
Ensuite, on prouve l'existence, en justifiant qu'en introduisant {\displaystyle \nabla _{X}Y} par cette formule pour des champs X et Y quelconques, on a une expression bien définie, qui est une connexion, sans torsion, et telle que {\displaystyle g} est parallèle.

## Coordonnées locales
Considérons une carte locale de coordonnées {\displaystyle (x_{i})} en un point de la variété riemannienne, et soit {\displaystyle (e_{i})} la base locale correspondant aux dérivations par rapport aux {\displaystyle x_{i}}. Soient {\displaystyle g_{ij}=g(e_{i},e_{j})} les composantes du tenseur métrique g dans la base locale. Les propriétés axiomatiques de la connexion permettent de déterminer les symboles de Christoffel {\displaystyle \Gamma _{ij}^{k}} tels que (en notation d'Einstein) :
{\displaystyle \nabla _{e_{i}}e_{j}=\Gamma _{ij}^{k}e_{k}}
On prouve en effet que (en notation d'Einstein) :
{\displaystyle \Gamma _{ij}^{k}={\frac {1}{2}}g^{km}\left({\frac {\partial g_{mi}}{\partial x^{j}}}+{\frac {\partial g_{mj}}{\partial x^{i}}}-{\frac {\partial g_{ij}}{\partial x^{m}}}\right)}
où le tenseur {\displaystyle g^{km}} est l'inverse du tenseur {\displaystyle g_{ij}}.
Réciproquement, soient X et Y deux champs de vecteurs de composantes respectives {\displaystyle X^{i}} et {\displaystyle Y^{i}} dans la base locale. On peut reconstituer {\displaystyle \nabla _{X}Y} à partir des coefficients de Christoffel. On a en effet (en notation d'Einstein) :
{\displaystyle \nabla _{X}Y=X^{i}{\frac {\partial Y^{j}}{\partial x^{i}}}e_{j}+X^{i}Y^{j}\Gamma _{ij}^{k}e_{k}}
qu'on peut également écrire :
{\displaystyle \nabla _{X}Y=X^{i}{\frac {\partial Y^{j}}{\partial x^{i}}}e_{j}+Y^{j}\nabla _{X}e_{j}}
Cette expression est analogue à une composition des vitesses telle qu'on en rencontre dans les changements de référentiels en physique. Supposons que X désigne la vitesse avec laquelle on parcourt un arc paramétré de la variété différentielle. On peut alors interpréter {\displaystyle \nabla _{X}Y} comme la vitesse absolue avec laquelle Y varie lorsqu'on se déplace le long de l'arc. La quantité {\displaystyle X^{i}{\frac {\partial Y^{j}}{\partial x^{i}}}e_{j}} représente la vitesse relative avec laquelle Y varie dans la base {\displaystyle (e_{j})}. La quantité {\displaystyle Y^{j}\nabla _{X}e_{j}} est la vitesse d'entraînement, vitesse à laquelle Y varierait si ses composantes dans la base {\displaystyle (e_{j})} étaient constantes. Cette dernière vitesse est due uniquement à la façon dont les vecteurs de base varient au cours du déplacement. Lorsque les {\displaystyle \nabla _{X}e_{j}} sont nuls, on dit que la base {\displaystyle (e_{j})} est transportée parallèlement à l'arc parcouru. Les variations de Y sont alors dues uniquement aux variations de ces composantes dans la dite base.

## Exemples

### Métriques induites
Soit M une variété, et N une sous-variété munie de la métrique induite par celle de M. Alors la connexion de Levi-Civita {\displaystyle \nabla ^{N}} s'obtient à partir de celle de M en la projetant orthogonalement sur l'espace tangent à N. Autrement dit, pour tout vecteur V et W tangents à N, {\displaystyle \nabla _{V}^{N}W} est le projeté orthogonal sur l'espace tangent à N de {\displaystyle \nabla _{V}^{M}W}.

### Métriques conformes
Deux métriques g et g'  sont dites conformes si, en chaque point de la variété, elles sont proportionnelles l'une à l'autre. Le coefficient de proportionnalité étant strictement positif et dépendant du point considéré, il existe une fonction f telle que g'  = e2f.g.
La connexion de Levi-Civita de g'  est alors donnée par :
où le gradient de f est pris relativement à la métrique g.